# Manley (cratère)
Pour les articles homonymes, voir Manley.
Manley est un cratère d'impact à la surface de Mercure. 
Le cratère est ainsi nommé par l'Union astronomique internationale en juin 2023 en hommage à la sculptrice et peintre jamaïcaine Edna Manley (1900-1987),,. 
Son diamètre est de 218 km. Il se situe dans le quadrangle d'Eminescu (quadrangle H-9) de Mercure.